# 狭萼片芒毛苣苔
狭萼片芒毛苣苔（学名：Aeschynanthus tubulosus var. angustilobus）为苦苣苔科芒毛苣苔属下的一个变种。

## 扩展阅读
- 維基物種上的相關：狭萼片芒毛苣苔